# Linha Santos-Jundiaí
A Linha Santos-Jundiaí é a antiga linha tronco da São Paulo Railway, uma ferrovia paulista, em bitola larga, inaugurada em 1867, que liga Santos a Jundiaí (SP). A ferrovia transpõe a Serra do Mar, num sistema de cremalheira/aderência, atravessa a Região Metropolitana de São Paulo e segue para o interior paulista.

## Construção
Em outubro de 1859, ingleses da São Paulo Railway Company obtiveram concessão para construir a primeira estrada de ferro do estado: a São Paulo Railway (SPR). Inaugurada em 1867, esta ferrovia ligou o porto de Santos a Jundiaí, passando pela Serra do Mar e pela capital paulista. Na época a ferrovia utilizava um engenhoso sistema de cabos e contrapesos para que as composições vencessem o desnível entre o litoral santista e o planalto paulista. Este sistema foi chamado de Funicular de Paranapiacaba.
Os ingleses se interessavam somente pelo tronco principal de exportação entre Santos a Jundiaí, pois sabiam da dificuldade de qualquer outra ferrovia teria para transpor o obstáculo natural da Serra do Mar e chegar ao litoral. Logo, esta ferrovia passou a ser a principal via para se escoar o café produzido em São Paulo. Sendo assim, todas as outras ferrovias que surgiram posteriormente (quase sempre buscando as regiões cafeeiras paulistas), direta ou indiretamente desembocavam na SPR.
Em 1946, a ferrovia passou para administração federal, como Estrada de Ferro Santos-Jundiaí. 
Entre 1970 e 1974, o sistema funicular foi substituído por uma tecnologia mais moderna de cremalheira/aderência, que permanece operacional.

## Operação
Em 1996, a Linha Santos-Jundiaí, juntamente com o Ramal de São Paulo, a Linha do Centro e a Ferrovia do Aço, foi concedida para a empresa MRS Logística, pela RFFSA. Além do minério de ferro, o ramal transporta principalmente cargas conteinerizadas e material siderúrgico.
O trecho da linha entre a Estação Rio Grande da Serra e a Estação Jundiaí, está em operação como linha de subúrbio da Companhia Paulista de Trens Metropolitanos (CPTM) e tem uso compartilhado.

## Trechos por velocidade
| Trecho                        | Raio mínimo | Velocidade Máxima | Rampas máximas | Comprimento (km) |
| ----------------------------- | ----------- | ----------------- | -------------- | ---------------- |
| Valongo - Raiz da Serra       | ?           | ?                 | 1%             | 22               |
| Raiz da Serra - Paranapiacaba | ?           | 30 km/h           | 10%            | 8                |
| Paranapiacaba - Luz           | 241m        | 70 km/h           | 2,5%           | 48,5             |
| Luz - Jundiaí                 | 241m        | 70 km/h           | 2,5%           | 60,5             |

## Número de Vias
- Entre Santos e Cubatão - ?
- Entre Cubatão e Raíz da Serra - ?
- Entre Raiz da Serra e Paranapiacaba - 1 via
- Entre Paranapiacaba e Santo André - 2 vias
- Entre Santo André e Brás - 3 vias
- Entre Brás e Luz - 4 vias
- Entre as estações Luz e Barra Funda - 5 vias
- Entre as estações Barra Funda e Pirituba - 3 vias
- Entre as estações Pirituba e Jundiaí - 2 vias

### Ampliação do número de vias
O número de vias no trecho Brás - Mauá está sendo expandido de 3 para 5. As 5 linhas serão distribuídas em 2 vias para os trens de passageiros paradores da CPTM, 2 vias para o Expresso ABC operado pela CPTM e mais 1 linha exclusivamente para cargas operada pela MRS. A 4a via no trecho entre Brás e Mauá está em licitação, assim como a 5a via entre Tamanduateí e São Caetano, dentro do trecho anterior.
No trecho Mauá - Rio Grande da Serra o número de vias será expandido de 2 para 3, sendo que 1 via será exclusivamente de carga.